# Colletotrichum gloeosporioides
Colletotrichum gloeosporioides (Penz.&Sacc., 1884) (sin. Gloeosporium olivarum) è un fungo imperfetto il cui stadio perfetto è costituito dall' ascomicete Glomerella cingulata. I funghi del genere Colletotrichum, insieme con il suo stadio perfetto Glomerella, sono tra i principali agenti patogeni delle piante in tutto il mondo.

## Caratterizzazione
Il Colletotrichum è un genere caratterizzato dalla formazione di strutture chiamate acervuli, piatte, a forma di disco, subepidermiche, con frecce o spine; i conidiofori che lo compongono si affiancano in modo fitto sono semplici e di forma allungata, conidi unicellulari ialini, di solito a forma di bastoncino, che restano negli acervuli tenuti insieme da una massa mucillaginosa di polisaccaridi, solubile in acqua. Nonostante queste spore non siano strutture di resistenza, il micelio del fungo può rimanere vitale per lunghi periodi di tempo in semi, residui colturali, o infezioni latenti nei frutti.
Il fungo cresce rapidamente in colture quali Agar-Destrosio Patate (PDA) e forma colonie concentriche di colore bruno oliva, che possono formare settori o meno.

### Sottospecie
- f. sp. aeschynomenes - J.T. Daniel, G.E. Tempelton, R.J. Sm. & W.T. Fox, 1973
- f. sp. alatae- R.D.Singh, Prasad & R.L.Mathur 1966;
- f. sp. clidemiae - E.E. Trujillo, Latterell & A.E. Rossi, 1986
- f. sp. cucurbitae - Menten, Kimati & C.P. Costa, 1980
- f. sp. cuscutae - T.Y. Zhang, 1985
- f. sp. heveae - (Petch) Saccas, 1959
- f. sp. hyperici
- f. sp. jussiaeae
- f. sp. miconiae
- f. sp. minihotis - Chevaug.,1956
- f. sp. melongenae - Fournet 1973
- f. sp. nectrioides - Gonz. Frag.
- f. sp. pilosae - U.P. Singh, 1974
- f. sp. salsolae - Berner, Bruckart, Cavin e J.L. Michael, M.L. Carter & Luster, 2009
- f. sp. stylosanthis
- f. sp. uredinicola - U.P. Singh, 1975

### Varianti
- var. aleuritidis - Saccas & Drouillon, 1951
- var. cephalosporioides - (A.S. Costa) Follin & Mangano, 1983
- var. gomphrenae Perera 1965
- var. hederae - Pass. 1889
- var. minus - J.H.Simmonds 1968
- var. nectrioidea

## Danni a colture
In quanto scatenante dell'antracnosi colpisce una gran varietà di frutta tropicale: soprattutto mango, papaya, caffè, guava, ma altresì avocado, passiflora, annona, cacao, lime; e ad altre latitudini pure fragola, melo, pesco e tra gli ortaggi il genere capsicum ed il tamarillo. Ciò naturalmente talvolta comporta danneggiamenti a carico delle rese agricole con susseguenti perdite economiche.

### Lebbra dell'olivo

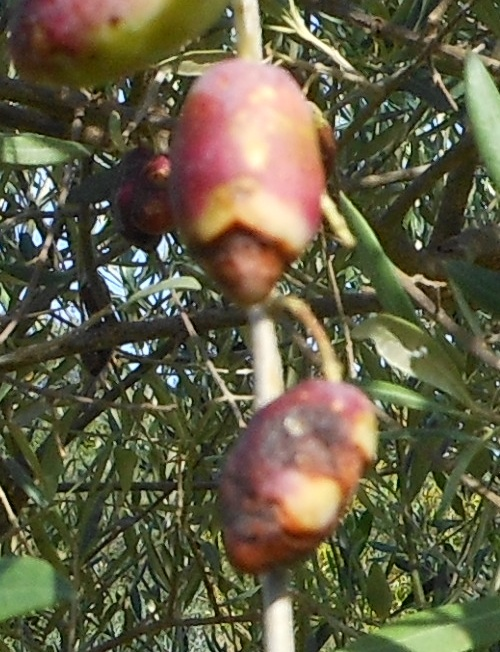
Olive Picholine infette

Il fungo, è agente della Lebbra dell'olivo. Penetra nell'organismo tramite aperture naturali (lenticelle, stomi) o microferite dovute a forature d'insetti tra cui la Mosca olearia (talvolta vettore); la temperatura che favorisce l'infezione va dai 16 ai 25 °C, con un "optimum" di 22-24. La clorosi inizia in primavera per divenire uniforme durante l'estate. La malattia si evidenzia in autunno all'invaiatura. L'infezione è favorita dall'umidità, specialmente se giunge inattesa ed abbondante nel periodo vegetativo, soprattutto in primavera.
Le foglie presentano chiazze biancastre e seccandosi virano al bruno; sulle olive, la malattia si manifesta con macchie bruno nere (spesso nel punto d'inserzione del peduncolo) e una tacca leggermente infossata di colore bruno scuro, che successivamente si estende a tutto il frutto, che mummifica e a volte cade a terra. La pianta subisce delle defoliazioni più o meno marcate e le olive colpite dalla malattia non sono più commerciabili: quelle da olio danno un prodotto scadente, rosato ad altissima acidità (10-15%), e quelle da tavola non possono essere più lavorate.
In Italia la patologia, causata anche dal Colletotrichum acutatum, interessa prevalentemente le regioni più meridionali.

#### Lotta
Può essere Chimica: da attuare nel periodo dell'invaiatura e ripetere all'incirca dopo un mese, si effettua con trattamenti preventivi, a base di sali di rame oppure con prodotti capaci di contrastare le infezioni fungine. Biologica: Dopo un monitoraggio per decidere se intervenire, si effettua una potatura (con attrezzi ben disinfettati) per arieggiare la chioma, tagliare i rami infetti e distruggerli (così come le drupe infette) per contrastare così la diffusione della malattia; inoltre va agevolato il drenaggio dell'acqua per evitarne ristagni. Si può attuare anche una lotta integrata che contempli entrambi i metodi. Infine è preferibile non attardarsi troppo per la raccolta.
In generale i trattamenti effettuati contro l'occhio di pavone dell'olivo servono a controllare anche la lebbra delle olive.